# Observatorium van Helsinki
Het Universiteitsobservatorium van Helsinki (Fins:Helsingin yliopiston Observatorio, Zweeds: Helsingfors Observatorium) is een observatorium in Finse hoofdstad Helsinki, waar het zich bevindt op de heuvel Tähtitorninvuori. Het gebouw was in gebruik als de afdeling astronomie van de Universiteit van Helsinki tot 2009 toen het verhuisde naar een nieuwe locatie. Het gebouw werd in 1834 ontworpen door stadsarchitect Carl Ludvig Engel met hulp van professor Friedrich Wilhelm Argelander. Het was een van de meest vooruitstrevende observatoriums van zijn tijd. Het was een van de observatoria die bijdroegen aan de Carte du Ciel. Tegenwoordig is het in gebruik als een bezoekerscentrum en museum.